# Pseudospiropes saskatchewanensis
Pseudospiropes saskatchewanensis är en svampart som beskrevs av B. Sutton 1973. Pseudospiropes saskatchewanensis ingår i släktet Pseudospiropes och familjen Helotiaceae.   Inga underarter finns listade i Catalogue of Life.